# Alberndorf im Pulkautal
Alberndorf im Pulkautal is een gemeente in de Oostenrijkse deelstaat Neder-Oostenrijk, gelegen in het district Hollabrunn (HL). De gemeente heeft ongeveer 700 inwoners.

## Geografie
Alberndorf im Pulkautal heeft een oppervlakte van 9,86 km². Het ligt in het noordoosten van het land, ten noorden van de hoofdstad Wenen en ten zuiden van de grens met Tsjechië.
Alberndorf im Pulkautal · Göllersdorf · Grabern · Guntersdorf · Hadres · Hardegg · Haugsdorf · Heldenberg · Hohenwarth-Mühlbach am Manhartsberg · Hollabrunn · Mailberg · Maissau · Nappersdorf-Kammersdorf · Pernersdorf · Pulkau · Ravelsbach · Retz · Retzbach · Schrattenthal · Seefeld-Kadolz · Sitzendorf an der Schmida · Wullersdorf · Zellerndorf · Ziersdorf
- Gemeinsame Normdatei: 4530839-1
- Nationale Bibliotheek van Israël: 987012098266205171
- Virtual International Authority File: 238767785